# Banu Kilab
I Banū Kilāb - più propriamente Banū Kilāb ibn Rabīʿa - (in arabo ﺑﻨﻮ ﻛـلاﺏ‎?), furono una tribù araba beduina che faceva parte della più vasta stirpe dei Banū ʿĀmir b. Ṣaʿṣaʿa.
Il suo luogo di abituale frequentazione erano quindi le regioni nord-occidentali della Penisola araba.
Presero parte alla Guerra di Fijar, uno degli episodi bellici preislamici narrati nella silloge epica degli Ayyām al-ʿArab (I giorni gloriosi degli Arabi).
La tribù abbracciò l'Islam grazie al suo Sayyid al-Ḍaḥḥāk b. Sufyān, che trascinò i suoi contribuli nella sua scelta.
Svolsero un ruolo importante nel processo di "ri-beduinizzazione" delle regioni settentrionali del Bilad al-Sham intorno al X e XII secolo, che impedì ai Fatimidi d'impadronirsi dell'area (essenziale per poter sciamare verso l'Iraq, sede del loro acerrimo nemico abbaside, e che agevolò non poco la stessa vittoriosa avanzata dei Crociati in Terrasanta.
Apparteneva ai B. Kilāb la dinastia dei Mirdasidi, che controllò l'Emirato di Aleppo tra il 1024 e il 1080.